# General of the Army
Pour les articles homonymes, voir Général de l'Armée.
Le grade de General of the Army (général de l'Armée en anglais, abrégé GA) est un grade de général « cinq étoiles » et le grade le plus élevé dans l'Armée de terre des États-Unis. Le grade de General of the Army est immédiatement supérieur à celui de général (General) et est l'équivalent des grades de Fleet Admiral et de General of the Air Force. Souvent évoqué en tant que « général cinq étoiles » (a five-star general), ce grade a dans l'histoire été réservé aux périodes de guerre officiellement déclarées, et n'est pas attribué dans l’armée des États-Unis en temps de paix.
Un grade spécial de General of the Armies, supérieur à celui de General of the Army, existe mais n'a été attribué qu'à trois reprises : au général John Pershing en 1919, après la Première Guerre mondiale, au général George Washington de manière posthume en 1976, et au général Ulysses S. Grant à titre posthume en 2022,.

## Liste des titulaires

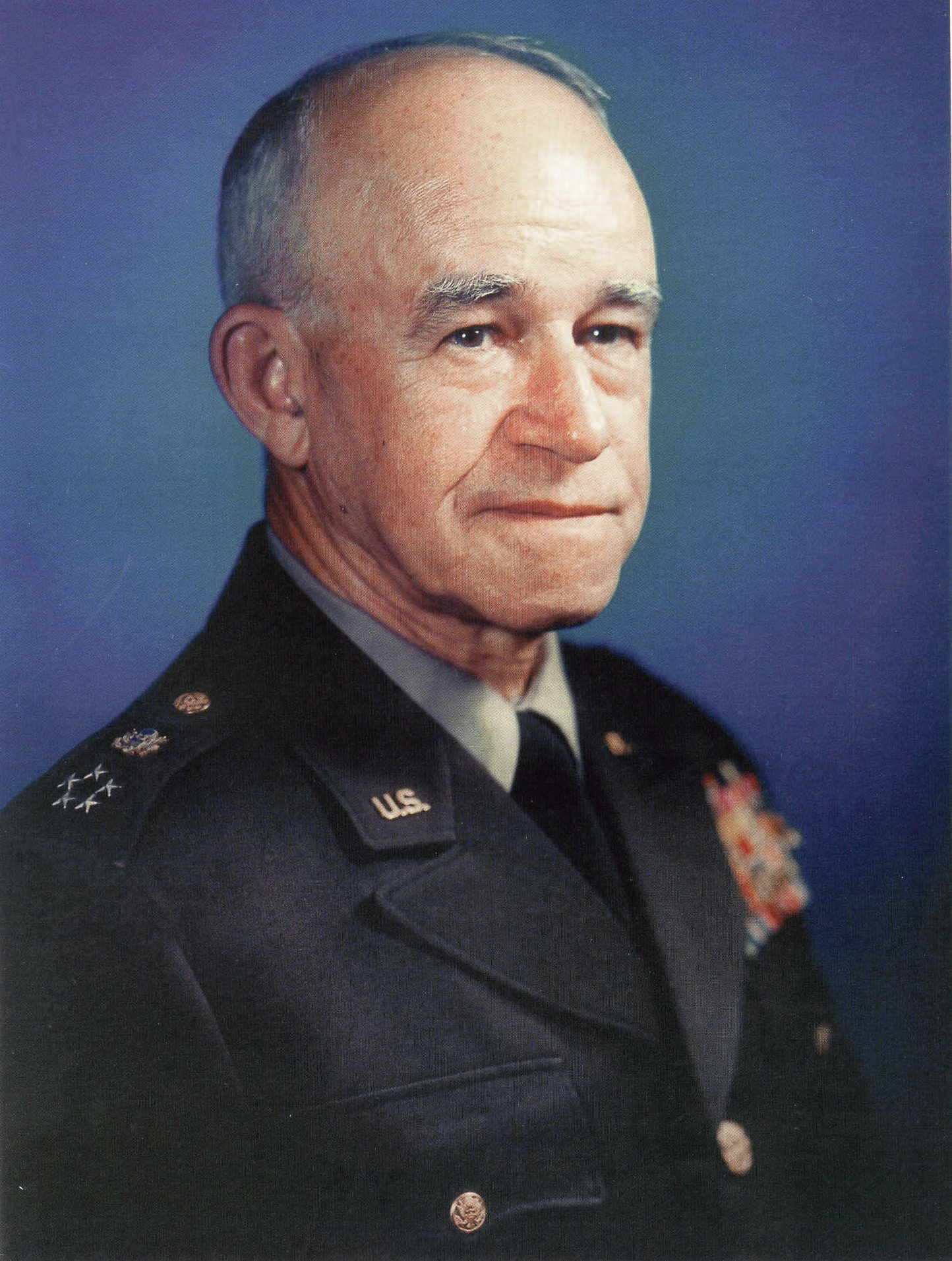
Omar Bradley dans son uniforme de General of the Army, dont l’épaulette est bien visible.

Le grade de General of the Army a été attribué :
- pendant la période qui a suivi la guerre de Sécession[c], uniquement à :
  - Ulysses Grant de 1866 à 1869, année de son élection en tant que président des États-Unis,
  - William Sherman de 1869 à 1883, date de sa démission,
  - Philip Sheridan très brièvement du 1er juin au 5 août 1888, date de sa mort prématurée ;
- en décembre 1944 à l'approche de la fin de la Seconde Guerre mondiale uniquement à :
  - George Marshall[d],
  - Douglas MacArthur,
  - Dwight D. Eisenhower,
  - Henry Harley Arnold[e] ;
- en septembre 1950 à :
  - Omar Bradley[f].

## Insignes et emblèmes

Après la guerre de Sécession
Patte d’épaule portée, de 1866 à 1872, par Ulysses Grant puis William Sherman.
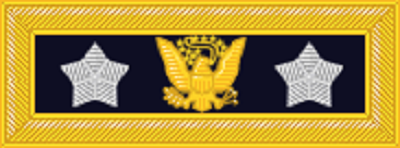
Patte d’épaule portée, de 1872 à 1888, par William Sherman puis Philip Sheridan.

Après la Seconde Guerre mondiale et la guerre de Corée
Patte d'épaule de la tenue de ville du General of the Army.
Drapeau ou fanion du General of the Army.
Épaulette du General of the Army de septembre 1959 à octobre 2014.

## Sources
- (en) Cet article est partiellement ou en totalité issu de l’article de Wikipédia en anglais intitulé « General of the Army (United States) » (voir la liste des auteurs).